# BBYO
BBYO antes conhecido como Bnai Brith Youth Organization é um movimento juvenil judeu para estudantes adolescentes. No ano
2002 o movimento separou-se da organização dos B'nai B'rith (filhos da aliança), e o grupo passou a chamar-se BBYO.
A sua sede fica em Washington DC, Distrito de Colúmbia.
A organização enfatiza seu modelo de liderança juvenil, no qual lidere-los adolescentes são eleitos por seus colegas a um nível local, regional, e nacional, e dá-se-lhes a oportunidade de tomar suas próprias decisões programáticas. A membresía de BBYO está aberta a qualquer estudante judeu. Existem programas locais para adolescentes chamados BBYO Connect.
BBYO está organizado em capítulos locais ao igual que as fraternidades e sororidades de estudantes. Os capítulos masculinos são conhecidos como capítulos AZA , e a seus membros se lhes conhece como Alephs , os capítulos femininos são conhecidos como capítulos BBG, foram nas passado organizações independentes, sendo fundadas em 1924 e em 1944 respectivamente, ditas organizações se converteram em irmãs, pois ambas fizeram parte de B'nai B'rith. Em algumas comunidades há capítulos de BBYO que compartilham as tradições de ambas organizações.